# 雷丁汽车
雷丁汽车集团有限公司，簡稱雷丁汽车，是中华人民共和国的一家純電動汽車製造商，旗下车型以“雷丁”（LETIN）品牌销售。雷丁汽车成立于2012年，隶属于比德文控股集团，最初生产低速电动车，后通过收购取得生产资质，转型生产纯电动汽车。2023年因经营不善申请破产重整。

## 历史
雷丁汽车的创始人为李国欣，他于2002年注册成立“潍坊比德文电动车制造有限公司”，进入电动自行车生产事业。2010年注册成立子公司“比德文控股集团有限公司”，为雷丁汽车的控股股东。2012年，雷丁汽车公司成立，同年12月首款车型D50发布。在这一时期，雷丁的主营业务为低速电动车的生产，2018年时的销量达到28.7万辆，市场占有率一度超过30%，营收120亿元。
由于低速电动车容易引发严重的安全问题，中国大陆多部门于2018年11月联合印发《关于加强低速电动车管理的通知》，对低速电动车进行严格管理。而主要生产低速电动车的雷丁也被迫转型。2018年4月，雷丁汽车收购陕西秦星汽车，从而取得新能源商用车和特种车生产资质，在咸阳建立生产基地；2019年1月，再次收购野马汽车，其收购资金的来源为14.5亿元的贷款，其中13亿是由昌乐县政府担保的资金。雷丁汽车还透露了战略重组的计划，计划在新推出的“LETIN”品牌下推出基于现有野马传统燃油车平台和升级版低速电动车平台打造的电动车。在此之后，雷丁汽车推出了i3、i5、i9和芒果系列，但销量持续低迷。据相关统计，2022年1月份至10月份，雷丁汽车累计销量为6878辆。而公司在绵阳拥有的生产基地原于2022年8月竣工，后因COVID-19疫情和持续高温影响导致项目推迟。同年11月21日，雷丁汽车完成A轮融资，融资总额32亿元，由潍坊市潍城西部投资发展集团领投，山东省市国有资本、产业和民营资本跟投。

### 经营危机
据媒体报道称，李国欣与原潍坊市副市长、昌乐县委书记王树华关系密切。2020年9月28日，王树华因涉嫌严重违纪违法被调查，期间李国欣曾被带走协助调查。调查结束后，李国欣将雷丁汽车交由职业经理人管理，此后随家人赴加拿大移居。同年12月，李国欣辞去母公司比德文的全部职务。
2021年12月，有多名经销商负责人表示雷丁已有拖延经销商货款的情况。2022年11月，雷丁汽车接受媒体采访时表示资金和产能都比较紧张，交付车辆只能保障重点市场和重点区域。
2023年1月14日，李国欣在雷丁汽车微信公众号上发文，实名举报昌乐县委书记王骁，指控自2022年3月起，王骁为彰显地方政绩，逼迫雷丁汽车虚报产值46.83亿元。2022年7月，昌乐县政府担保用于收购野马汽车的贷款到期，王骁却不给该公司续贷。由于雷丁汽车未获得政府支持，无法获得融资资金，导致工厂停工。同日晚间，潍坊市官方发布消息，表示山东省已成立省市有关部门组成联合调查组进驻昌乐县调查此事。2023年7月25日，山东省市联合调查组通报有关情况，指出由于昌乐县政府再对该企业进行融资支持“不符合国家和省市有关规定”，政府经综合研判不予申请，经调查符合符合规定。对于雷丁汽车工业总产值差错的问题，通报指出雷丁汽车实际虚报45.43亿元，并及时修正了相关数据，调查认定昌乐县工信局及雷丁汽车所在朱刘街道办事处存在干预统计数据行为。对于昌乐县委书记王骁逼迫企业统计数据造假问题，经与举报人问询无法提供证据；后与县党政机关、企业负责人谈话问询，均未反映王骁干预统计数据，调查认定相关部门负有失察责任，王骁对此负主要领导责任。当地纪检监察机关已对此案涉及的9名责任人员作出处理。
2023年5月7日，雷丁汽车向昌乐县人民法院申请破产。截至2024年1月5日，雷丁汽车被执行总金额超过1.2亿元。
2024年4月30日，雷丁汽车完成破产重整。

## 车型
（下列车型均已停产）
- 雷丁D30，2017年发布，微型纯电动掀背车[10]
- 雷丁D50，2012年发布，小型纯电动掀背车[3]
- 雷丁D60，2013年发布，纯电动轿车[11]
- 雷丁D70，2014年发布，微型纯电动掀背车[12]
- 雷丁S50，2015年发布，纯电动SUV[13]
- 雷丁i3，2019年发布，微型纯电动掀背车[14]
- 雷丁i5，2019年发布，微型纯电动轿车[14]
- 雷丁i9，2019年发布，小型纯电动SUV[14]
- 雷丁芒果，2021年发布，微型纯电动掀背车[15]

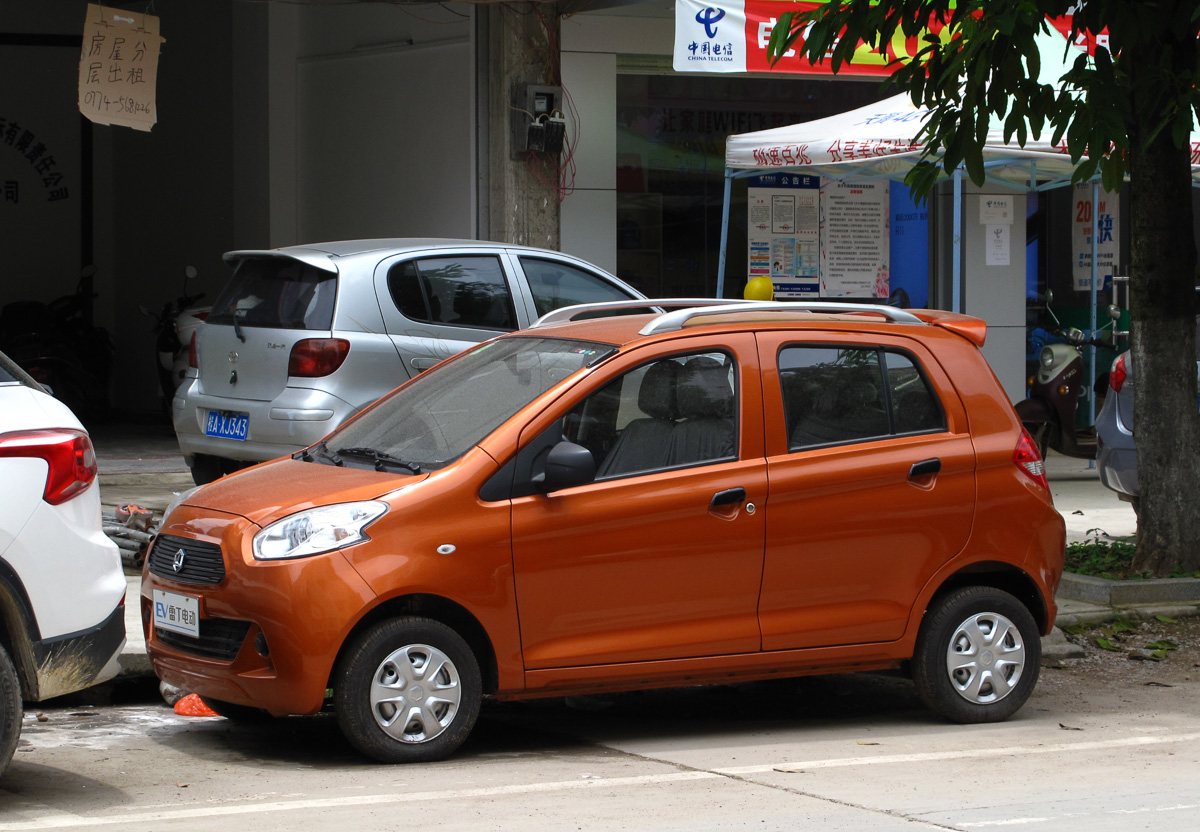
雷丁D50
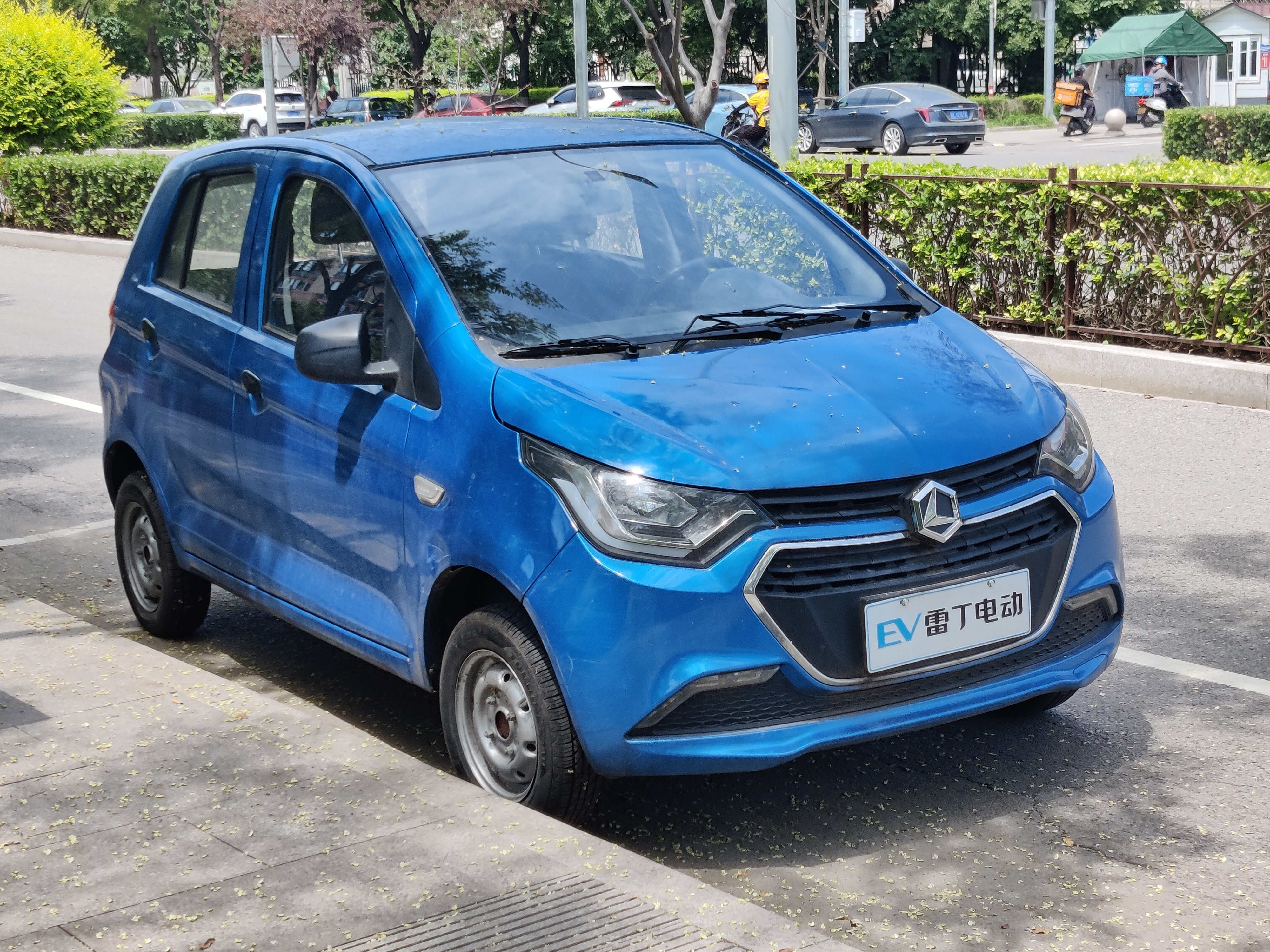
雷丁D70
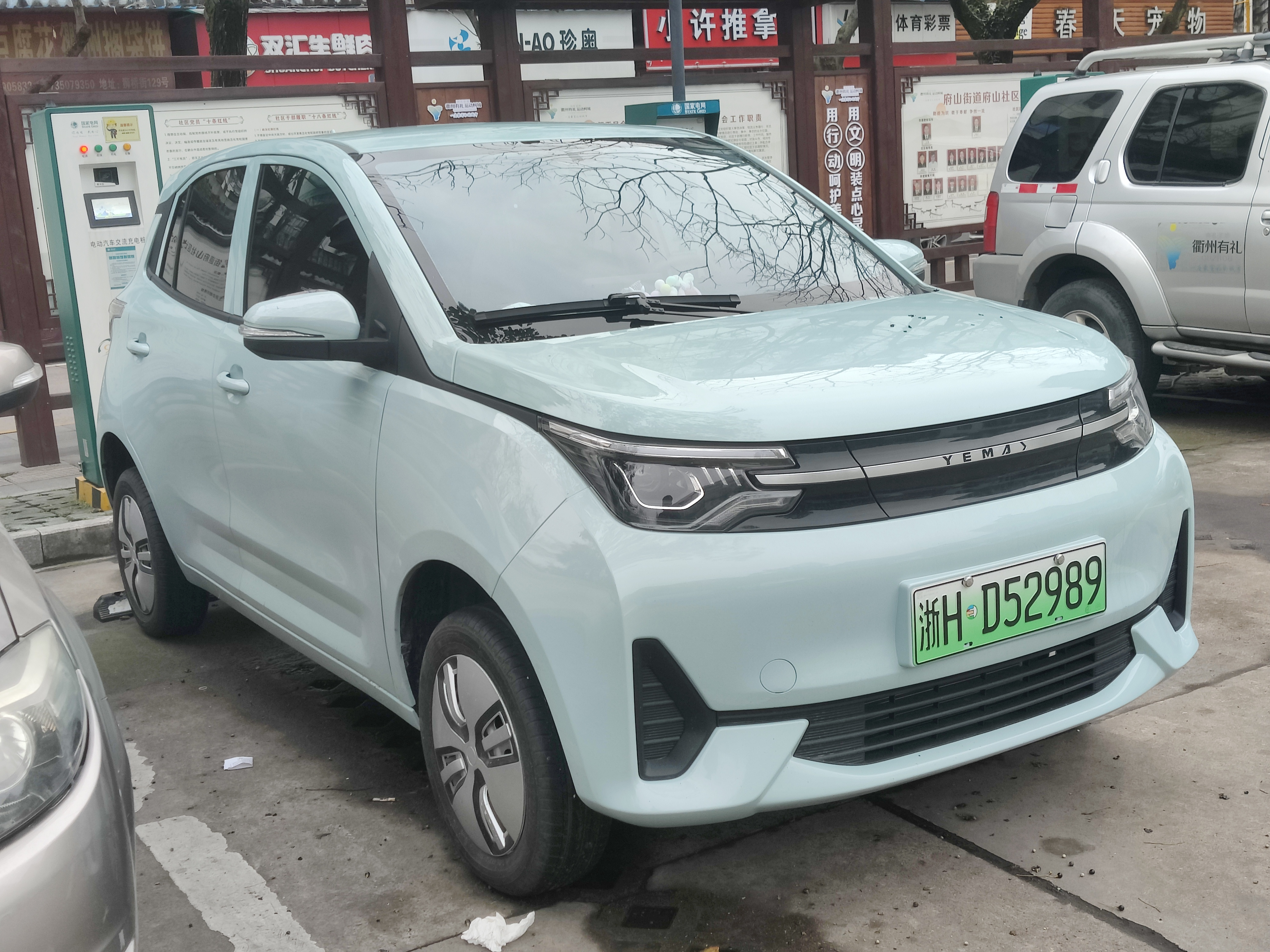
雷丁芒果